# Кестиля
Ке́стиля (фин. Kestilä) — населённый пункт общины Сиикалатва, расположенной на юго-востоке провинции Северная Похьянмаа в Финляндии.
Кестиля была основана в 1867 году как самостоятельная община и оставалась таковой до 2008 года. С 2009 года была вместе с Пииппола, Пулккила и Рантсила объединена в общину Сиикалатва.
На 2007 год население общины Кестиля составляло 1 608 жителей. Кестиля является полностью финноязычной.